# Landtagswahlkreis Magdeburg II
Der Landtagswahlkreis Magdeburg II  (Wahlkreis 11) ist ein Landtagswahlkreis in Sachsen-Anhalt. Er umfasste zur Landtagswahl in Sachsen-Anhalt 2021 von der kreisfreien Stadt Magdeburg die Stadtteile Altstadt, Berliner Chaussee, Brückfeld, Cracau, Herrenkrug, Kreuzhorst, Pechau, Prester, Randau-Calenberge, Stadtfeld Ost, Werder und Zipkeleben.
Der Wahlkreis wird in der achten Legislaturperiode des Landtages von Sachsen-Anhalt von Tobias Krull vertreten. Er vertritt den Wahlkreis seit der Wahl im Jahr 2016 und verteidigte das Direktmandat bei der Landtagswahl am 6. Juni 2021 mit 28,1 % der Erststimmen.

## Wahl 2021
Im Vergleich zur Landtagswahl 2016 wurde der Zuschnitt des Wahlkreises nicht verändert. Auch Name und Nummer des Wahlkreises wurden nicht geändert.
Es traten 13 Direktkandidaten an. Von den Direktkandidaten der vorhergehenden Wahl traten Tobias Krull, Hagen Kohl und Falko Grube erneut an. Tobias Krull verteidigte das Direktmandat mit 28,1 % der Erststimmen. Hagen Kohl zog über Platz 16 der Landesliste der AfD, Nicole Anger über Platz 9 der Landesliste der Partei Die Linke und Falko Grube über Platz 8 der Landesliste der SPD in den Landtag ein.
|                         |                      | Erst- stimmen | Erst- stimmen | Zweit- stimmen | Zweit- stimmen |
| Bewerber                | Partei               | Anzahl        | %             | Anzahl         | %              |
| ----------------------- | -------------------- | ------------- | ------------- | -------------- | -------------- |
| Wahlberechtigte         | Wahlberechtigte      | 49.701        | 100,0         | 49.701         | 100,0          |
| Wähler                  | Wähler               | 34.460        | 69,3          | 34.460         | 69,3           |
| Ungültige Stimmen       | Ungültige Stimmen    | 319           | 0,9           | 282            | 0,8            |
| Gültige Stimmen         | Gültige Stimmen      | 34.141        | 99,1          | 34.178         | 99,2           |
| davon                   |                      |               |               |                |                |
| Tobias Krull            | CDU                  | 9.602         | 28,1          | 10.441         | 30,5           |
| Hagen Kohl              | AfD                  | 3.835         | 11,2          | 3.762          | 11,0           |
| Nicole Anger            | DIE LINKE            | 4.806         | 14,1          | 4.578          | 13,4           |
| Falko Grube             | SPD                  | 4.392         | 12,9          | 3.441          | 10,1           |
| Madeleine Linke         | GRÜNE                | 5.425         | 15,9          | 5.284          | 15,5           |
| Alexander Peter Meißner | FDP                  | 2.448         | 7,2           | 2.520          | 7,4            |
| Eckhard Schröder        | FREIE WÄHLER         | 809           | 2,4           | 660            | 1,9            |
| –                       | NPD                  | –             | –             | 48             | 0,1            |
| –                       | Tierschutzpartei     | –             | –             | 728            | 2,1            |
| Aila Fassl              | Tierschutzallianz    | 1.052         | 3,1           | 490            | 1,4            |
| –                       | LKR                  | –             | –             | 21             | 0,1            |
| Eddie Kuczyk            | Die PARTEI           | 510           | 1,5           | 442            | 1,3            |
| Peter Uhlmann           | Gartenpartei         | 506           | 1,5           | 456            | 1,3            |
| –                       | FBM                  | –             | –             | 13             | 0,0            |
| –                       | TIERSCHUTZ hier!     | –             | –             | 146            | 0,4            |
| Thekla Faber            | dieBasis             | 526           | 1,5           | 482            | 1,4            |
| –                       | Klimaliste ST        | –             | –             | 94             | 0,3            |
| Peter von Pokrzywnicki  | ÖDP                  | 145           | 0,4           | 105            | 0,3            |
| –                       | Die Humanisten       | –             | –             | 112            | 0,3            |
| –                       | Gesundheitsforschung | –             | –             | 113            | 0,3            |
| –                       | PIRATEN              | –             | –             | 192            | 0,6            |
| –                       | WiR2020              | –             | –             | 50             | 0,1            |
| Marco Zachau            | Einzelbewerber       | 85            | 0,2           | –              | –              |

## Wahl 2016
Bei der Landtagswahl in Sachsen-Anhalt 2016 waren 50.922 Einwohner wahlberechtigt; die Wahlbeteiligung lag bei 67,1 %. Tobias Krull gewann das Direktmandat für die CDU.
| Bewerber          | Partei            | Erststimmen in % | Zweitstimmen in % |
| ----------------- | ----------------- | ---------------- | ----------------- |
| Tobias Krull      | CDU               | 26,9             | 30,1              |
| Eva von Angern    | LINKE             | 18,1             | 17,6              |
| Falko Grube       | SPD               | 16,7             | 12,9              |
| Hagen Kohl        | AfD               | 14,2             | 13,3              |
| Sören Herbst      | GRÜNE             | 12,9             | 11,7              |
| Holger Franke     | FDP               | 4,6              | 5,5               |
| Josef Fassl       | Tierschutzallianz | 2,9              | 1,6               |
| Karlheinz Körner  | Freie Wähler      | 2,4              | 1,8               |
| Nicole Angerstein | MG                | 1,2              | 0,9               |
| –                 | Tierschutzpartei  | –                | 1,4               |
| –                 | Die PARTEI        | –                | 1,3               |
| –                 | ALFA              | –                | 1,1               |
| –                 | NPD               | –                | 0,5               |
| –                 | FBM               | –                | 0,1               |
| –                 | DIE RECHTE        | –                | 0,1               |

## Wahl 2011
Bei der Landtagswahl in Sachsen-Anhalt 2011 waren 54.700 Einwohner wahlberechtigt; die Wahlbeteiligung lag bei 61,2 %. Jürgen Scharf gewann das Direktmandat für die CDU.
| Bewerber         | Partei           | Erststimmen in % | Zweitstimmen in % |
| ---------------- | ---------------- | ---------------- | ----------------- |
| Jürgen Scharf    | CDU              | 30,9             | 30,0              |
| Thomas Waldheim  | Die Linke        | 20,9             | 21,2              |
| Jens Rösler      | SPD              | 25,7             | 23,3              |
| Sven Haller      | FDP              | 2,2              | 3,0               |
| Sören Herbst     | GRÜNE            | 12,6             | 13,8              |
| Karlheinz Körner | Freie Wähler     | 1,9              | 1,1               |
| Gustav Haenschke | NPD              | 1,9              | 2,1               |
| –                | Tierschutzpartei | –                | 1,8               |
| Jörg Schulenburg | Piraten          | 3,3              | 2,8               |
| –                | SPV              | –                | 0,2               |
| –                | KPD              | –                | 0,1               |
| Monika Kuske     | MLPD             | 0,5              | 0,4               |
| –                | ödp              | –                | 0,2               |

## Wahl 2006
Bei der Landtagswahl in Sachsen-Anhalt 2006 traten folgende Kandidaten an:
| Name                              | Partei    | Anteil der Erststimmen |
| --------------------------------- | --------- | ---------------------- |
| Jürgen Scharf                     | CDU       | 30,8 %                 |
| Eva von Angern                    | Die Linke | 22,7 %                 |
| Jens Rösler                       | SPD       | 25,3 %                 |
| Karl-Heinz Paqué                  | FDP       | 8,5 %                  |
| Thorsten Giefers                  | GRÜNE     | 7,9 %                  |
| Uwe Voigtländer                   | AGFG      | 1,4 %                  |
| Monika Kuske                      | MLPD      | 0,7 %                  |
| Hans Keller                       | GUT       | 1,2 %                  |
| Christine Meier                   | EB        | 1,6 %                  |
| Wahlberechtigte: 50.918 Einwohner |           |                        |
| Wahlbeteiligung: 51,4 %           |           |                        |